# Cal Tupinamba
Cal Tupinamba és una obra de Sant Cugat del Vallès (Vallès Occidental) protegida com a Bé Cultural d'Interès Local.

## Descripció
Edifici de tres plantes amb habitatges als pisos i locals comercials a la planta baixa. Destaca la composició simètrica de les façanes i els detalls ornamentals com el puja mobles, la sanefa esgrafiada a sota la cornisa i els esgrafiats imitant elements arquitectònics que envolten les obertures.
Cal Tupinamba és el renom amb el qual es coneixia aquesta casa, en referència a un colmado on venien xocolata i cafè de la marca Tupinamba.